# Angaracrisoides
Angaracrisoides is een geslacht van rechtvleugeligen uit de familie veldsprinkhanen (Acrididae). De wetenschappelijke naam van dit geslacht is voor het eerst geldig gepubliceerd in 2003 door Gong & Zheng.

## Soorten
Het geslacht Angaracrisoides  is monotypisch en omvat slechts de volgende soort:
- Angaracrisoides nigripennis (Gong & Zheng, 2003)